# Grad Kalnik
Koordinati:   46°8′5.87″N, 16°27′55.50″E
Grad Kalnik (hrvaško: Stari grad Veliki Kalnik,  (nemško: Kemnek, madžarsko: Kemnuk, latinsko: Kemlek) je bil najstarejši srednjeveški fevdalni grad na Severu Hrvaške , ki je bil zgrajen konec 12. stoletja ali ob začetku 13. stoletja. Nahajal se je na strmi steni imenovani Vuklenec, pod najvišjim vrhom Kalniškega pogorja Vranilovca (643 m), ki se imenuje tudi Veliki Kalnik. Grad je bil opuščen in prepuščen v razvaline že sredi. 17. stoletja.

## Zgodovina
Grad Kalnik se v zgodovinskih virih prvič omenja v listini ogrskega kralja Bele IV. iz leta 1243, v kateri se navaja kot važno oporišče v boju tatarskim vdorom. Listina navaja, da je "castrum nostrum Kemlek", kralja branil pred Tatari. Iz tega je mogoče sklepati, da je grad stal že pred tatarskim vdorom leta 1241 in da je bil kraljeva lastnina. Običajno pa so s takimi gradovi upravljali bani ali župani.  V pisnih virih najdemo ta grad pod različnimi poimenovanji: Kalnik, Kemnuk, Kemnek, Kemluk in podobno. V listini iz leta  1264 je omenjen tudi "comes de Kemnuk" in "iobagiones castri" – torej gradiščan. To pomeni, da so bili na gradu/trdnjavi nameščeni kraljevi vojaki z obvezo obrambe gradu in pripadajočega gospostva.  
Grad ali utrdba Kalnik je bil na tako nedostopnem mestu, da vanj ni bilo mogoče priti z vozom ampak le peš. Branil ali kontroliral je cesto, ki je vodila preko Kalniške gore. Srednjeveški grad tudi ni nastal obenem, ampak postopoma, najstarejši je manjši gornji del gradu. 
Ne glede na to, ali je bil grad zgrajen pred ali šele za obrambo pred Tatari je bil grad Kalnik sedež fevdalnega gospostva in uprave župe Kalnik. Po smrti kralja Bele IV. je zamenjal mnoge lastnike. Kralj Štefan je gospostvo in trdnjavo leta 1270  podaril slavonskemu banu Rolandu. Kasneje gospodar postane plemič Gardun. V začetku 14. stoletja pride v posest zagrebškega škofa Avguština Kažotića, ki je bil proglašen za  blaženega. V začetku 15. stoletja je celotna posest v lasti kralja Sigismunda Luksemburškega. Takrat je v njegovem imenu s trdnjavo in gospostvom upravljala njegova žena Barbara Celjska. Kasneje je grad Kalnik pridobil zagrebški škof Alben, po njegovi smrti pa sama zagrebška škofija. Nato je Sigismund škofiji odvzel grad škofiji in prepustil bosanskemu kralju Tvrtku Kotromaniću, vendar ga ta verjetno ni nikoli prevzel. Novi ogrski kralj Albert Habsburški je leta 1438 (ko je bil njegov skrbnik njegov stric Herman II. Celjski) posest Kalnik podaril srbskemu despotu Đurađ Brankoviću. Leta 1452 je trdnjavo in posest prepustil svoji hčerki Katarini in njenemu možu Ulrikom II. Celjskim. Po njegovi smrti – umoru leta 1456, le dva meseca pred smrtjo očeta,  ga je nasledila njegova hči. Katarina Branković je posest Kalnik prodala svojemu vojskovodji in varuhu Janu Vitovcu. Vitovca, ki umre leta 1469, za kratek čas nasledita sinova Jurij in Ivan. Ker sta bila tajna zaveznika nemškega cesarja Maksimilijana I. Habsburškega in obtožena izdajstva, jima leta 1488 grad in posestvo Kalnik, kot vsa druga, ogrski kralj Matija Korvin odvzame. Kralj Korvin je grad in gospostvo Kalnik najprej podaril svojemu podporniku Vladislavu Kosači, najstarejšemu sinu Štefana Kosače, nato ga je spet pridobil in dal v najem Ladislavu Egervarskemu. Po očetovi smrti († 1490) je grad Kalnik nasledil nezakonski sin Ivan Korvin, ki ga je okoli 1497 prodal družini Alapić. 
Rodbina Alapić je to posest imela v lasti do začetka 17. stoletja, ko se kor lastniki omenjata brata Tomaž in Peter grofa Erdödy. Nato je bil lastnik Franc Orehoczy (Orehovečki), katerega potomec Vladislav Orehovečki je sredi 17. stoletja pod trdnjavo zgradil novi še danes nekoliko ohranjen del. Stari grad (Veliki) Kalnik so zaradi njegove nepristopnosti lastniki počasi zapustili in pustili propasti. Lastniki posesti so si potem sledili še mnogi plemiči med njimi: Draškovići, Szeky,  Zakmadi, Patačići, Sermagi,  Fodrovczy,  Ožegovići), ki pa so posest upravljali iz drugih središč.